# Geranium viscosissimum
Geranium viscosissimum är en näveväxtart som beskrevs av Fisch. och C.A. Mey. in C.A. Mey.. Geranium viscosissimum ingår i släktet nävor, och familjen näveväxter. Inga underarter finns listade i Catalogue of Life.